# واکرا
واکرا (به انگلیسی: Väkra) یک روستای خالی از سکنه در دهستان سارما، شهرستان ساره واقع در کشور استونی، جزیره سارما است.